# Penguin Cafe Orchestra
Pour les articles homonymes, voir Penguin.
Le Penguin Cafe Orchestra a été une sorte de libre assemblage de musiciens provenant d'horizons divers, mené par le musicien, compositeur et arrangeur Simon Jeffes (Sussex, Angleterre, (1949-1997). Le groupe a été créé en 1974.
Le Penguin Cafe Orchestra s'est produit et a enregistré des albums pendant 24 ans, jusqu'à la mort de Jeffes en 1997, des suites d'une tumeur au cerveau.

## Biographie

### Création et inspirations
Seul Jeffes et la violoncelliste Helen Liebmann, cofondatrice du groupe, en furent membres permanents, les autres musiciens étant recrutés en fonction des besoins des enregistrements et des concerts. Leur style est difficile à définir, mais il est parfois proche de la musique du compositeur français Yann Tiersen, avec laquelle il partage un peu de l'exubérance de la musique folk. On y retrouve aussi l'esthétique minimaliste du compositeur américain Philip Glass.

### Histoire
Après s'être lassé de ce qu'il appelait la « rigidité » de la musique classique et avoir pris conscience des limites du rock, styles qu'il avait tous deux expérimentés, Simon Jeffes s'intéressa à la musique traditionnelle, dans laquelle il décelait une certaine liberté. Il décida donc d'imprégner son travail de la spontanéité et de la spiritualité propre à cette musique.
En décrivant la façon dont l'idée du Penguin Cafe Orchestra lui était venue, Simon Jeffes déclara :

« I was on the beach sunbathing and suddenly a poem popped into my head. It started out 'I am the proprietor of the Penguin Cafe, I will tell you things at random' and it went on about how the quality of randomness, spontaneity, surprise, unexpectedness and irrationality in our lives is a very precious thing. And if you suppress that to have a nice orderly life, you kill off what's most important. Whereas in the Penguin Cafe your unconscious can just be. It's acceptable there, and that's how everybody is. There is an acceptance there that has to do with living the present with no fear in ourselves. »
(ce qui peut se traduire : « Tandis que je prenais un bain de soleil sur la plage, un poème apparut dans mon esprit. Il commençait par 'Je suis le propriétaire du Penguin Cafe, je vais te dire des choses au hasard.' Et il me dit combien l'aléatoire, la spontanéité, la surprise, l'inattendu et l'irrationalité sont des choses importantes dans nos vies. Si tu supprimes cela pour avoir une jolie vie bien ordonnée, tu détruis ce qui est le plus important. Tandis que dans le Penguin Cafe, ton inconscient peut vivre librement. C'est un endroit où c'est possible et où les gens sont comme ça. On y trouve une tolérance à vivre le présent sans aucune peur en nous. »)
Le premier album, « Music From The Penguin Cafe » sortit en 1976 sur le label expérimental de Brian Eno, Obscure Records, une succursale de E.G. Records. Il comporte des morceaux enregistrés entre 1974 et 1976. Le deuxième disque sorti en 1981, simplement intitulé « Penguin Cafe Orchestra » comporte de nombreux « classiques » du groupe. Suivront trois autres albums de titres originaux et deux albums de concert, enregistrés entre 1984 et 1995.
Le premier grand concert fut une première partie de Kraftwerk, au Roundhouse à Londres, en 1977. Le groupe enchaîna avec plusieurs tours du monde et se produisit dans de nombreux festivals.
Cette formation restera un cas à part dans l'histoire de la musique du XXe siècle. Elle a su créer, en une vingtaine d'années d'activité, un univers unique, tout à fait personnel, qui a rencontré l'adhésion de nombreux admirateurs à travers la planète. La musique de ce groupe brille par son sens évident de la liberté, ses nombreux possibles, sa grâce et son ouverture vers l'avant-garde, tout en ayant su préserver ses racines anglo-saxonnes (avec parfois même des souvenirs d'un folklore sans âge).

### Morceaux célèbres
Un de leurs morceaux les plus connus est « Telephone and Rubber Band », qui est construit autour d'un bruit de sonnerie de téléphone, tournant en boucle durant tout le morceau. Ce sample fut enregistré par Jeffes tandis qu'il passait un coup de téléphone. Il est constitué à la fois d'une sonnerie téléphonique et du son signalant la mise en communication. Jeffes l'enregistra immédiatement sur un répondeur. Le morceau fait partie de la bande originale du film australien Malcolm et de celle de Talk Radio. On le retrouve aussi dans une campagne publicitaire de la compagnie de télécommunication anglaise One20ne, filiale de T-Mobile. On retrouvera des samples tirés de téléphones dans « Pythagoras On The Line », de l'album « Union Cafe ».
On retrouve une autre piste du Penguin Cafe Orchestra sur la bande originale de Malcolm, « Music for a Found Harmonium ». Jeffes l'écrivit sur un harmonium abandonné qu'il trouva dans une rue de Kyoto, durant la première tournée du groupe au Japon. Il l'installa « dans la maison d'un ami, située dans un des plus beaux quartiers de la périphérie de la ville » (« in a friend's house in one of the most beautiful parts at the edge of the city ») et il « lui rendit souvent visite les mois qui suivirent, le temps passé avec lui se déroulant dans une sorte d'enchantement entre lui [Simon Jeffes], le lieu et le temps. » (« [he] frequently visited this instrument during the next few months and remember the time fondly as one during which [he] was under a form of enchantment with the place and the time. »). Le morceau se fit connaître dans la première compilation du Café del Mar, sorti en 1994. Son rythme, son tempo et sa structure assez simple lui permit d'être adapté en reel, une danse irlandaise, et d'être repris par plusieurs musiciens traditionnels irlandais comme Patrick Street, De Dannan, Kevin Burke ou Sharon Shannon. En 2004 on le retrouva dans le film Napoleon Dynamite et l'année d'après dans Frankie Wilde (It's All Gone Pete Tong).

### Anecdotes
- Leur musique a été utilisée dans de nombreux clips publicitaires comme ceux de Eurotunnel, The Independent, Hewlett Packard, Knorr ou One2One. This American Life, une émission de radio américaine a, à plusieurs reprises, utilisé la piste « Perpetuum Mobile » en fond sonore de ses histoires et on entend parfois la sonnerie téléphonique de « Telephone and Rubber Band » en jingle de séparation dans les flashs d'information de la National Public Radio.
- On dit que le « Penguin Café » le plus connu se situe à Aberystwyth (Pays de Galles). Coïncidence, un groupe proche du Penguin Cafe Orchestra, My Friend The Chocolate Cake a rendu un hommage à ce village dans une de ses chansons. Ce café existe depuis plus de 30 ans.

### Penguin Cafe
En 2009, le fils de Simon Jeffes, Arthur, a repris le flambeau en créant un nouveau groupe intitulé simplement 
« Penguin Cafe ». Au début, ce groupe a surtout fait revivre la musique de son père, pour progressivement créer un nouveau répertoire dans un esprit toujours expérimental, mais peut-être un peu moins festif et joyeux, comme pouvait l’être la musique de Simon Jeffes. Entre 2011 et 2019, le Penguin Cafe a enregistré cinq albums.

## Discographie

### Albums
- 1976 : Music From the Penguin Cafe EEGCD 27
- 1981 : Penguin Cafe Orchestra EEGCD 11
- 1984 : Broadcasting From Home EEGCD 38
- 1987 : Signs of Life EEGCD 50
- 1993 : Union Cafe ZOPFD 003

### Albums en concert
- 1988 : When In Rome... EEGCD 56
- 1995 : Concert Program ZOPFD 002 (double album studio enregistré dans des conditions live)

### Bandes originales
- 1986 : Malcolm
- 1999 : Oskar und Leni
- 2005 : Napoleon Dynamite Official soundtrack (Music For A Found Harmonium)
- 2005 : It's All Gone Pete Tong Official soundtrack (Music For A Found Harmonium)
- 2006 : 3 lbs (série américaine) - Lost for Words (Perpetuum Mobile)
- 2009 : Mary & Max (Perpetuum Mobile)
- 2009 : Capitalism : A Love Story (Music For A Found Harmonium)
- 2017 : The Handmaid's Tale, épisode 4 Nolite Te Bastardes Carborundorum (Perpetuum Mobile)

### Anthologies
- 1995 : Preludes, Airs & Yodels (A Penguin Cafe Primer)
- 2001 : A Brief History CDV 2954
- 2001 : History LCO 3098
- 2004 : The Second Penguin Cafe Orchestra Sampler

### Autres
- 1983 : The Penguin Cafe Orchestra Mini Album (compilation de 6 titres, incluant des titres inédits et/ou enregistrés live au Japon)
- 1990 : "Still Life" At The Penguin Cafe DECCA 425 218-2 (publié sous le nom de Simon Jeffes et joué par The Royal Opera House Orchestra, réorchestration d'anciens morceaux pour un ballet contemporain)
- 2003 : Piano Music ZOPFD 003 - Une compilation d'œuvres solos de Simon Jeffes, parue après sa mort.
- 2009 : Live At The Royal Albert Hall EPC023 - À l'initiative d'Arthur Jeffes, le fils de Simon, un nouveau groupe intitulé « Penguin Cafe » joue le répertoire du PCO, augmenté de créations personnelles dans le même esprit.